# エリク・トゥリンドベリ
エリク・トゥリンドベリ（Erik Tulindberg, 1761年2月22日 - 1814年9月1日）は、フィンランドの器楽奏者、作曲家。フィンランド人で最初のクラシック音楽家であったと考えられている。

## 経歴
トゥルクで学び、公務員として1784年からオウルで、後に1809年からトゥルクで働いた。ヴァイオリンの他にチェロを演奏し、1797年にスウェーデン王立音楽アカデミーの会員になった。現存する作品はヴァイオリン協奏曲変ロ長調と6作の弦楽四重奏曲のみである。彼の作品はヨーゼフ・ハイドンやヴォルフガング・アマデウス・モーツァルトといったドイツ人作曲家と関係が深い。ハイドンの遺産の中に、弦楽四重奏曲集のハイドン本人による複写が発見された。トゥリンドベリの作品が再発見されたのは、彼の死から100年が経った後の事である。